# María Teresa Portela Rivas
María Teresa Portela Rivas (Cangas de Morrazo, 5 de mayo de 1982) es una deportista española que compite en piragüismo en la modalidad de aguas tranquilas, subcampeona olímpica en Tokio 2020, dos veces campeona mundial y siete veces campeona europea.

## Trayectoria
Participó en siete Juegos Olímpicos de Verano, entre los años 2000 y 2024, obteniendo una medalla de plata en Tokio 2020, en la prueba de K1 200 m, el quinto lugar en Atenas 2004 (en las pruebas de K2 500 m y K4 500 m), el quinto en Pekín 2008 (K4 500 m), el cuarto en Londres 2012 (K1 200 m) y el sexto en Río de Janeiro 2016 (K1 200 m). Con su participación en los Juegos Olímpicos de Tokio 2020, fue la primera española en competir en seis ediciones de los Juegos.
Ganó diecisiete medallas en el Campeonato Mundial de Piragüismo entre los años 2001 y 2023, y diecisiete medallas en el Campeonato Europeo de Piragüismo entre los años 2001 y 2013.
Por su trayectoria, fue distinguida dos veces con la Real Orden del Mérito Deportivo: medalla de bronce en 2004 y medalla de plata en 2013. Además, recibió la Medalla Castelao de la Junta de Galicia en 2019.
Estudió Magisterio, Fisioterapia y Dietética y Nutrición en la Universidad de Vigo y Ciencia y tecnología de los alimentos en la Universidad Católica San Antonio de Murcia.

## Palmarés internacional
| Juegos Olímpicos   | Juegos Olímpicos             | Juegos Olímpicos  | Juegos Olímpicos |
| Año                | Lugar                        | Medalla           | Competición      |
| ------------------ | ---------------------------- | ----------------- | ---------------- |
| 2020               | Tokio (Japón)                | Medalla de plata  | K1 200 m         |
| Campeonato Mundial |                              |                   |                  |
| Año                | Lugar                        | Medalla           | Competición      |
| 2001               | Poznań (Polonia)             | Medalla de plata  | K4 200 m         |
| 2001               | Poznań (Polonia)             | Medalla de bronce | K4 500 m         |
| 2002               | Sevilla (España)             | Medalla de oro    | K1 200 m         |
| 2002               | Sevilla (España)             | Medalla de plata  | K4 200 m         |
| 2002               | Sevilla (España)             | Medalla de bronce | K4 500 m         |
| 2003               | Gainesville (Estados Unidos) | Medalla de plata  | K1 200 m         |
| 2003               | Gainesville (Estados Unidos) | Medalla de plata  | K2 200 m         |
| 2003               | Gainesville (Estados Unidos) | Medalla de plata  | K4 200 m         |
| 2003               | Gainesville (Estados Unidos) | Medalla de bronce | K4 500 m         |
| 2005               | Zagreb (Croacia)             | Medalla de oro    | K1 200 m         |
| 2005               | Zagreb (Croacia)             | Medalla de plata  | K2 200 m         |
| 2005               | Zagreb (Croacia)             | Medalla de bronce | K4 200 m         |
| 2009               | Dartmouth (Canadá)           | Medalla de bronce | K4 500 m         |
| 2015               | Milán (Italia)               | Medalla de bronce | K1 200 m         |
| 2019               | Szeged (Hungría)             | Medalla de bronce | K1 200 m         |
| 2022               | Halifax (Canadá)             | Medalla de plata  | K2 200 m         |
| 2023               | Duisburgo (Alemania)         | Medalla de bronce | K4 500 m         |
| Campeonato Europeo |                              |                   |                  |
| Año                | Lugar                        | Medalla           | Competición      |
| 2001               | Milán (Italia)               | Medalla de plata  | K4 200 m         |
| 2001               | Milán (Italia)               | Medalla de bronce | K4 500 m         |
| 2002               | Szeged (Hungría)             | Medalla de oro    | K1 200 m         |
| 2002               | Szeged (Hungría)             | Medalla de oro    | K4 200 m         |
| 2002               | Szeged (Hungría)             | Medalla de plata  | K4 500 m         |
| 2004               | Poznań (Polonia)             | Medalla de oro    | K1 200 m         |
| 2004               | Poznań (Polonia)             | Medalla de oro    | K2 200 m         |
| 2004               | Poznań (Polonia)             | Medalla de oro    | K4 200 m         |
| 2004               | Poznań (Polonia)             | Medalla de bronce | K2 500 m         |
| 2004               | Poznań (Polonia)             | Medalla de bronce | K4 500 m         |
| 2006               | Račice (República Checa)     | Medalla de oro    | K1 200 m         |
| 2008               | Milán (Italia)               | Medalla de bronce | K4 500 m         |
| 2009               | Brandeburgo (Alemania)       | Medalla de oro    | K1 200 m         |
| 2010               | Corvera (España)             | Medalla de bronce | K1 200 m         |
| 2010               | Corvera (España)             | Medalla de bronce | K4 200 m         |
| 2011               | Belgrado (Serbia)            | Medalla de plata  | K1 200 m         |
| 2013               | Montemor-o-Velho (Portugal)  | Medalla de plata  | K1 200 m         |